# Jan Zapolski (ksiądz)
Jan Zapolski herbu Pobóg (ur. 28 marca 1619 w Rokszycach, zm. 11 stycznia 1689 w drodze z Piotrkowa Trybunalskiego do Lądu) – od 1644 opat klasztoru cystersów w Lądzie, wcześniej kanonik katedry krakowskiej i gnieźnieńskiej i sekretarz króla Władysława IV, od 1661 komisarz i wikariusz generalny zakonu cystersów.
Urodził się w rodzinie szlacheckiej, jego ojcem był pełniący urzędy kasztelana wieluńskiego oraz stolnika sieradzkiego Wojciech Zapolski, a matką Jadwiga z d. Lasocka. Jeszcze w młodości został kanonikiem kapituły przy katedrze wawelskiej i katedrze gnieźnieńskiej, a wkrótce potem dodatkowo objął stanowisko jednego z sekretarzy króla Władysława IV i piastował je do końca życia. Następnie wstąpił do zakonu cysterskiego, składając śluby na początku 1643. W następnym roku mianowano go opatem klasztoru w Lądzie, którym pozostał do śmierci (są też prace, w których śluby zakonne i mianowanie opatem lokuje się w tym samym, 1646).
Był członkiem Trybunału Głównego Koronnego w 1648, gdy dodatkowo wybrano go na prezydenta tego ciała sądowniczego, i w roku następnym.
W 1651, w czasie powstania chłopskiego w dobrach zakonu cystersów, które wybuchło pod wpływem wysłanników Chmielnickiego, kierował wojskami przysłanymi przez biskupów Kazimierza Czartoryskiego i Karola Wazę do stłumienia powstania. Podczas potopu szwedzkiego zgromadził oddział powstańczy i na jego czele w maju 1656 obległ i zdobył Koło, następnie wystawił chorągiew wojska, która jesienią tego roku wzięła udział w udanym ataku wojsk wielkopolskich na Brandenburgię (nie wiadomo, czy osobiście uczestniczył w tym najeździe).
Na początku 1661 kapituła cysterskiej prowincji wybrała go wikariuszem generalnym i komisarzem Polskiej Prowincji Cystersów i na stanowisku tym pozostał do śmierci. W 1673 doprowadził do powstania seminarium teologicznego dla cystersów, lokując je w klasztorze w Mogile. Ponadto wspierał finansowo druk książek różnych autorów oraz naukę młodzieży.
Zapolski był inicjatorem barokowej przebudowy kościoła cystersów w Lądzie, w 1651 podpisał z architektem Tomassem Poncino kontrakt na przebudowę średniowiecznej świątyni. Po zatargach z architektem, zakończonych procesem przed sądem królewskim i wyrokiem dla Poncina oraz wieloletnim przestojem w pracach remontowych, w 1679 podjął decyzję o rozbiórce poprzedniej świątyni, a do budowy nowego kościoła zatrudnił królewskiego architekta Giuseppe Simone Bellottiego. W czasie rządów Zapolskiego zdążono wymurować wszystkie ściany, ale sklepienia i dekoracje, m.in. stiukami wykonano tylko dla wschodniej części kościoła: prezbiterium i transeptu (budowlę ukończyli następcy Zapolskiego). Zapolski był fundatorem stiuków na sklepieniu oraz stalli zachowanych w prezbiterium kościoła.
Zachował się portret Zapolskiego z planem Bellottiego w dłoni, malowany jeszcze za życia modela i przechowywany współcześnie w klasztorze, w którym znajduje się także jego portret z 1722 pędzla Adama Swacha na fryzie w dawnym kapitularzu klasztoru lądeckiego. Ponadto jego portret trumienny (na początku XXI w. znajdował się w parafialnym kościele w Zagórowie).